# 洛迪凯达
洛迪凯达（Lodhikheda），是印度中央邦Chhindwara县的一个城镇。总人口9302（2001年）。

## 人口
该地2001年总人口9302人，其中男性4765人，女性4537人；0—6岁人口1439人，其中男720人，女719人；识字率69.28%，其中男性为76.73%，女性为61.45%。